# Liste der venezolanischen Botschafter in der Schweiz
Die Botschaft befindet sich in Bern. Der Botschafter in Bern ist regelmäßig auch in Liechtenstein akkreditiert.
| Ernennung/Akkreditierung | Botschafter                        | Bemerkungen | Staatspräsidenten von Venezuela | Bundespräsidenten der Schweiz | Posten verlassen |
| ------------------------ | ---------------------------------- | --- | ------------------------------- | ----------------------------- | ---------------- |
| 1936                     | Alberto Zérega Fombona             | [ 1 ] | Eleazar López Contreras         | Albert Meyer                  | 1946             |
| 1940                     | Jaime Picón-Febres                 | Geschäftsträger (* 21. August 1878 in Mérida (Venezuela); † 25. September 1968 in Madrid) Rechtsanwalt                                                    | Eleazar López Contreras         | Marcel Pilet-Golaz            | 29. Apr. 1946    |
| 29. Apr. 1946            | Horacio Blanco-Fombona             | (* 1889; † 1948) | Rómulo Betancourt               | Karl Kobelt                   |                  |
| 4. Juni 1946             | Alberto Posse de Rivas             | | Rómulo Betancourt               | Karl Kobelt                   | 2. Dez. 1950     |
| 1950                     | Luis Álvarez Marcano               | Geschäftsträger | Germán Suárez Flamerich         | Max Petitpierre               | 18. Mai 1951     |
| 10. Juli 1951            | Santiago Vera Izquierdo            | [ 3 ] | Germán Suárez Flamerich         | Eduard von Steiger            | 1951             |
| 10. Juli 1950            | Hugo Rojas Moncada                 | 1956–1960: Botschafter in Stockholm | Germán Suárez Flamerich         | Max Petitpierre               | 1951             |
| 25. Juni 1956            | Juan Röhl Arriens                  | | Marcos Pérez Jiménez            | Markus Feldmann               |                  |
| 27. Juni 1958            | Manuel de Jesús                    | | Wolfgang Larrazábal             | Thomas Holenstein             |                  |
| 24. Juli 1959            | Henrique Ganteaume de Tovar        | Gesandter (* 1916) | Edgar Sanabria                  | Paul Chaudet                  |                  |
| 4. Juli 1961             | Eddie Morales Crespo               | Botschafter (* 7. Mai 1925 in Carora, Lara (Bundesstaat); † 1980) 25. Mai 1965: Finanzminister, verheiratet mit Marucha Henriquez Andueza.                | Rómulo Betancourt               | Friedrich Traugott Wahlen     |                  |
| 1962                     | Rafael de León                     | (* 1914 in Caracas; † 2006) Pionier der Wasserkraftnutzung 1959, Minister für Öffentliche Arbeiten 1960, Mitgründer der Universidad Católica Andrés Bello | Rómulo Betancourt               | Paul Chaudet                  | 2. Nov. 1964     |
| 14. Juni 1965            | Edgar Sanabria                     | | Rómulo Betancourt               | Hans-Peter Tschudi            | 6. Juni 1969     |
| 1972                     | Francisco Martinez-Ramirez         | | Rafael Caldera                  | Nello Celio                   | 1974             |
| 26. Aug. 1969            | Walter Brandt Pimentel             | | Rafael Caldera                  | Ludwig von Moos               | 27. März 1972    |
| 24. Mai 1972             | Luis Humberto Croce Orozco         | | Rafael Caldera                  | Nello Celio                   | 1973             |
| 6. Juni 1974             | Francisco Antonio Martínez Ramírez | 1968 Botschaftssekretär erster Klasse in Wien, 9. Mai 1974 zum Botschafter ernannt                                                                        | Carlos Andrés Pérez             | Ernst Brugger                 | 1975             |
| 19. Mai 1981             | Eduardo Tamayo Gascue              | [ 6 ] | Luís Herrera Campíns            | Kurt Furgler                  |                  |
| 26. Juni 1984            | Renée Hartmann de Betancourt       | [ 7 ] | Jaime Lusinchi                  | Leon Schlumpf                 |                  |
| 31. Jan. 1986            | Domingo Urbina Cabello             | [ 8 ] | Jaime Lusinchi                  | Alphons Egli                  |                  |
| 6. März 1990             | Germán Carrera Damas               | [ 9 ] | Carlos Andrés Pérez             | Arnold Koller                 |                  |
| 12. Nov. 1992            | José Francisco Sucre Figarellia    | [ 10 ] | Carlos Andrés Pérez             | René Felber                   |                  |
| 27. Juni 1995            | Alberto José Guinand Baldó         | [ 11 ] | Rafael Caldera                  | Kaspar Villiger               |                  |
| 26. Juni 2007            | Fátima Majzoub El Majzuoub         | Geschäftsträgerin | Hugo Chávez                     | Micheline Calmy-Rey           |                  |
| 7. Sep. 2009             | César Osvelio Méndez González      | (* 7. Dezember 1949) | Hugo Chávez                     | Hans-Rudolf Merz              |                  |